# Кутузов, Илья Андреевич
И́лья Андре́евич Куту́зов (2 августа 1915, Хорлово — 4 марта 2000) — советский геодезист, начальник Главного управления геодезии и картографии при Совете Министров СССР в течение двадцати лет.

## Биография
Илья Андреевич родился 2 августа 1915 года в селе Хорлово Бронницкого уезда Московской губернии (ныне Воскресенский район Московской области). Отец — фабричный мастер Андрей Иванович, мать — Надежда (умерла, когда Кутузову было около 13 лет). Был старшим из трёх братьев. Женился в декабре 1940 года.
После второй женитьбы отца уходит из семьи в Егорьевск, где с 1932 года работает учеником-служащим местного отделения Госбанка. В ноябре 1933 года стал слушателем курсов счетоводства при Госбанке, где проработал до 1936 года помощником бухгалтера, бухгалтером и бухгалтером-контроллером. Поступил в Ленинградское военно-топографическое училище вместе с двоюродным братом в 1936 году, после окончания которого в 1939 году распределён на службу в Иркутск. На службе прошёл путь от топографа 2-го разряда до помощника начальника штаба 63-го геодезического отряда УВТР № 3 Забайкальского военного округа Забайкальского фронта. Участвовал в установлении государственной границы СССР с Монголией.
В 1942 году стал слушателем Военно-инженерной академии имени В. В. Куйбышева, окончил в 1947 году. Позже защитил диссертацию и остался преподавать в академии до 1961 года (с перерывами), сначала как младший преподаватель кафедры геодезии, потом старший преподаватель кафедры геодезии. В 1956 году был направлен в КНР от 10-го управления Генерального штаба Вооружённых сил СССР, где работал в качестве специалиста по астрономо-геодезическому измерению и радиоизмерению Военно-топографического института Народно-освободительной армии Китая.
В 1961 году стал заместителем начальника НИИ Военно-Топографической службы (с 1966 года — 29-й НИИ МО СССР, ныне подразделение 27-го ЦНИИ МО РФ), а в 1965 году назначен его начальником, но уже через 2 года освобождён от должности для назначения 15 июня 1967 года начальником ГУГК при Совете Министров СССР.
12 апреля 1986 года освобождён от должности.

## Вклад в науку
При Илье Андреевиче была достроена астрономо-геодезическая сеть 1-го и 2-го классов, началось использование космических снимков для составления и обновления карт, начаты работы по картографирования Луны и планет Солнечной системы.